# Оріент (Огайо)
Оріент (англ. Orient) — переписна місцевість (CDP) в США, в окрузі Пікавей штату Огайо. Населення — 246 осіб (2020).

## Географія
Оріент розташований за координатами 39°48′19″ пн. ш. 83°9′8″ зх. д. / 39.80528° пн. ш. 83.15222° зх. д. (39.805280, -83.152119).  За даними Бюро перепису населення США в 2010 році переписна місцевість мала площу 0,31 км², уся площа — суходіл. В 2017 році площа становила 0,41 км², з яких 0,40 км² — суходіл та 0,01 км² — водойми.

## Демографія
Згідно з переписом 2010 року, у селищі мешкало 270 осіб у 96 домогосподарствах у складі 67 родин. Густота населення становила 876 осіб/км².  Було 100 помешкань (325/км²).
Расовий склад населення:
| - 96,3 % — білих - 2,2 % — корінних американців - 0,7 % — чорних або афроамериканців |

До двох чи більше рас належало 0,7 %. Частка іспаномовних становила 0,4 % від усіх жителів.
За віковим діапазоном населення розподілялося таким чином: 23,3 % — особи молодші 18 років, 65,2 % — особи у віці 18—64 років, 11,5 % — особи у віці 65 років та старші. Медіана віку мешканця становила 38,5 року. На 100 осіб жіночої статі у селищі припадало 106,1 чоловіків;  на 100 жінок у віці від 18 років та старших — 107,0 чоловіків також старших 18 років.
Середній дохід на одне домашнє господарство  становив 61 542 долари США (медіана — 51 250), а середній дохід на одну сім'ю — 72 032 долари (медіана — 61 250). За межею бідності перебувало 13,1 % осіб, у тому числі 4,5 % дітей у віці до 18 років та 7,7 % осіб у віці 65 років та старших.
Цивільне працевлаштоване населення становило 116 осіб. Основні галузі зайнятості: транспорт — 17,2 %, фінанси, страхування та нерухомість — 15,5 %, науковці, спеціалісти, менеджери — 14,7 %.